# Michael Frolík
Michael Frolík, född 17 februari 1988 i Kladno, är en tjeckisk professionell ishockeyspelare som spelar för Calgary Flames i NHL. Han listades som 10:e spelare totalt i NHL-draften 2006 av Florida Panthers. Han vann en Stanley Cup med Chicago Blackhawks under 2013.
Michael Frolík är född i den tjeckiska staden Kladno där även Jaromír Jágr är född och uppvuxen. Frolík spelade för klubben Rabat Kladno, ett lag där flera av Tjeckiens bästa hockeyspelare har fostrats, exempelvis Jágr. Frolíks spelstil påminde om Jagrs också och därför fick han smeknamnet The Baby Jagr.
Frolík skulle debutera i Panthers säsongen 2008–09 och gjorde 21 mål och 24 assist för totalt 45 poäng på 79 matcher. Säsongen 2009–10 skulle han nå upp till liknande siffror då han fick ihop 21 mål och 22 assist för totalt 43 poäng på 82 matcher. Efter att Frolík spelat 52 matcher och gjort 29 poäng säsongen 2010–11 valde Panthers att byta bort honom och Alexander Salák till Chicago Blackhawks i utbyte mot Jack Skille, Hugh Jessiman och David Pacan.
Frolík är en duktig offensiv hockeyspelare men har inte riktigt levt upp till kraven som ställts på honom i NHL. Ett miljöombyte för honom skulle kunna vara ett bra alternativ då Blackhawks spelar en mer offensiv hockey än Panthers. Starten i den nya klubben var dock trög för honom, det tog 9 matcher innan han gjorde sitt första mål. Den 2 mars 2011 mot Calgary Flames gjorde Frolík ett mål och två assist för sin nya klubb. Frolík satte också en straff mot Vancouver Canucks i den sjätte slutspelsmatchen säsongen 2010–11 i serien mellan Canucks och Chicago Blackhawks. 
Efter att Blackhawks förlorat den sjunde avgörande matchen mot Canucks i slutspelet 2011 blev det klart att Frolík skulle representera sitt hemland Tjeckien i VM 2011. Han skulle dock missa den första matchen mot Lettland. Men i den andra matchen skulle Tjeckien möta Danmark och Frolík noterades för två mål och en assist i sin VM-debut 2011.
Den 15 juli 2011 skrev Frolik på ett treårskontrakt med Blackhawks. Den nya genomsnittslönen ligger på 2,333,333 dollar per säsong.
Den 27 maj 2013 års slutspel, gjorde han sitt andra straffslags mål i sin karriär mot Jimmy Howard i Detroit Red Wings, han blev den första spelaren i NHL-historien att göra mål mer än en gång på straffmål i slutspelet. Han gjorde tio poäng i slutspelet på väg till Blackhawks, Stanley Cup-seger över Boston Bruins i sex matcher.

## Klubbar i NHL
- Florida Panthers
- Chicago Blackhawks
- Winnipeg Jets
- Calgary Flames